# 罗德尼·艾尔斯
罗德尼·艾尔斯（英語：Rodney Eyles，1967年9月15日—），生于布里斯班，澳大利亚男子壁球运动员。他曾代表澳大利亚参加1998年英联邦运动会壁球比赛，获得男子双打银牌。